# Bitwa pod Langensalza
Bitwa pod Langensalza – starcie zbrojne, które miało miejsce 27 czerwca 1866 pod miasteczkiem Langensalza w Turyngii między pruskim oddziałem wydzielonym a hanowerskim kontyngentem wojskowym podczas wojny prusko-austriackiej o hegemonię w Związku Niemieckim.
Armia króla Jerzego Hanowerskiego jako jedyny kontyngent Związku Niemieckiego została w całości zmobilizowana w czasie wojny prusko-austriackiej (ponieważ zupełnie przypadkowo w końcu czerwca 1866 przebywała na manewrach). Hanowerski generał Arenschild miał pod swoim dowództwem ok. 19.000 ludzi, których prowadził do obszaru koncentracji na południu Niemiec. Konieczność unikania przeważających sił pruskich spowodowała poważne trudności aprowizacyjne (zwłaszcza braki amunicji) i wymusiła jak najszybsze dotarcie do reszty mobilizujących się sił Związku Niemieckiego.
Wiedząc o tym, Helmuth von Moltke próbował im za wszelką cenę przeszkodzić. Jego rozkazy były jednak niedbale wykonywane przez dywizję działającego na tym froncie generała Goebena i zachodziła obawa, że Hanowerczycy ujdą pogoni pruskich oddziałów regularnych. Świadom tego faktu generał Fliess, dowódca fortecy w Getyndze, zgromadził pospiesznie siły (5 batalionów regularnych i 7 Landwehry) i w dniu 27 czerwca 1866 zaatakował oddziały hanowerskie. Znaczna przewaga liczebna hanowerczyków oraz niska jakość oddziałów Landwehry spowodowała, że pod naciskiem hanowerskich kolumn szturmowych Prusacy rozpoczęli odwrót, który zmienił się w ucieczkę pod ochronę fortecy.
29 czerwca 1866 roku król Jerzy Hanowerski skapitulował przed pruskimi oddziałami.